# حیات وحش فرانسه
حیات وحش فرانسه متشکل از گیاگان و زیاگان این کشور پهناور در غرب اروپا است. حیوان رسمی فرانسه خروس گالیک است.

## اکوسیستم
اکوسیستم فرانسه به‌طور گسترده‌ای متشکل از جنگل‌ها، دشت‌ها و تپه‌های سست است؛ در حالی که چندین رشته‌کوه و آتشفشان‌های غیرفعال در جنوب کشور گسترده‌اند. فرانسه در این اکوسیستم‌ها زیاگان و گیاگانی بسیار غنی و متنوع دارد.

## زیاگان
با اینکه برخی گونه‌ها مانند خرس و گرگ در طبیعت در این کشور منقرض شده‌اند، برخی دیگر مانند گراز، سنجاب قرمز، سمور، شاهین بحری و سنقر خاکستری باقی مانده‌اند و اگرچه تهدیدشده نیستند، محافظت شده‌اند.

## مناطق محافظت‌شده
در حال حاضر، در مجموع، فرانسه ۱۰٬۷۶۰ منطقه محافظت‌شده دارد که ۲۸٪ مناطق زمینی این کشور را تشکیل می‌دهند.